# Phare de Puerto Limón
Le phare de Puerto Limón (en espagnol : Faro de Puerto Limón) est un phare actif situé à l'entrée du port de Limón dans la province de Limón au Costa Rica. Il est géré par l'Autorité portuaire de Puerto Limón.

## Description
Ce phare est une tourelle cylindrique métallique à claire-voie, avec une galerie et une balise de 14 m de haut, montée sur une base en béton. Il émet, à une hauteur focale d'environ 15 m, un éclat rouge par période de 1.5 secondes. Sa portée est de 10 milles nautiques (environ 18 km).
Identifiant : ARLHS : COS-... - Amirauté : J6069 - NGA : 110.16508 .

### Lien connexe
- Liste des phares du Costa Rica